# Fiducie nationale du Canada
La Fiducie nationale du Canada (anglais : National Trust for Canada) est un organisme de bienfaisance enregistré ayant pour mandat de mener des actions en faveur de la sauvegarde des lieux patrimoniaux et de promouvoir la préservation et l’utilisation des biens patrimoniaux au Canada. Ses sites, projets et programmes améliorent la communauté et la qualité de vie et incitent les Canadiens à identifier, conserver, utiliser, célébrer et valoriser leurs édifices patrimoniaux, leurs paysages, leurs espaces naturels et leurs communautés pour les générations actuelles et futures. Créé en 1973, il a fait campagne pour mettre à jour et combler les lacunes des politiques et des lois relatives au patrimoine canadien, y compris des lois connexes telles que la Loi sur la protection des phares patrimoniaux. La Fiducie nationale pour le Canada récompense également les municipalités pour leurs actions en faveur de la préservation des environnements bâtis historiques par le biais du Prix Prince de Galles pour le leadership dans le domaine du patrimoine municipal . 

## Propriétés
La Fiducie nationale pour le Canada supervise trois propriétés. Au Québec, l'organisation possède deux propriétés: l'une est la chapelle funéraire Louis-Joseph-Papineau, une chapelle funéraire en pierre construite en 1851 par Louis-Joseph Papineau, sur le terrain du château Montebello, dans la ville de Montebello. C'est la première propriété de la fiducie nationale acquise en 1974. L'autre est le 11 rue de l'Ancien-Chantier, deux bâtiments adjacents construits en 1670 dans la Basse-Ville de Québec. Héritage Canada l'a acheté pour qu'il devienne l'un de ses bureaux régionaux, mais abrite maintenant les bureaux de la Fondation Rues principales. 
Il y a aussi une propriété en Ontario. La maison Myrtleville est un bâtiment de deux étages de Brantford construit entre 1837 et 1838. Détenue à l'origine par Allen et Eliza Good, la maison a été occupée par quatre générations de leur famille jusqu'en 1978, quand la propriété, incluant la maison, son contenu et son terrain de 22 000 m2, a été donné à la Couronne, qui l'a ensuite transférée en fiducie à la Fiducie nationale. 